# Rester libre
Singles de Johnny Hallyday
Quand le masque tombe
(1995) L'Hymne à l'amour
(1996)
Clip vidéo
[vidéo] « Rester libre », sur YouTube
Rester libre est une chanson de Johnny Hallyday issue de son album de 1995 Lorada.
En mars 1996, à peu près neuf mois après la sortie de l'album, la chanson est parue en single et a atteint la 28e place du Top 50.

## Développement et composition
La chanson a été écrite par Erick Benzi et le groupe Canada (Gildas Arzel, Gwenn Arzel, Jacques Veneruso et Benzi). L'enregistrement a été produit par Jean-Jacques Goldman et Erick Benzi.

## Liste des pistes
Single CD (1995, Philips 	852838-2)
1. Rester libre (Edit) (3:43)
2. Aime moi (4:18)[2]

## Classements
| Classement (1996) | Meilleure position |
| ----------------- | ------------------ |
| France (SNEP)     | 28                 |